# Raiffeisenlandesbank
In jedem österreichischen Bundesland besteht eine Raiffeisenlandesbank (in Salzburg Raiffeisenverband genannt), deren Haupteigentümer die Raiffeisenbanken des jeweiligen Bundeslandes sind und für die sie das Spitzeninstitut darstellen. Ausnahmen sind nur die Bundesländer Niederösterreich und Wien, für die eine gemeinsame Raiffeisenlandesbank besteht. Die bis 2016 in Kärnten bestandene Zveza Bank, als Dachinstitut für die Posojilnica Banken (Genossenschaftsbanken der slowenischen Volksgruppe in Kärnten), wurde wegen hoher Verluste aus dem Kreditgeschäft mit den bis dahin selbständigen Posojilnica-Banken fusioniert und so zu einem Bankinstitut zusammengeschlossen, das den Namen Posojilnica Bank eGen trägt.
Die RLBs haben ihrerseits als Spitzeninstitut die Raiffeisen Bank International (RBI).
Aus steuerlichen und vertragsrechtlichen Gründen sind in den letzten Jahren einige Raiffeisenlandesbanken von Genossenschaften in Aktiengesellschaften umgewandelt worden.
- Raiffeisenlandesbank Niederösterreich-Wien AG, Wien 2
- Raiffeisenlandesbank Oberösterreich Aktiengesellschaft, Linz
- Raiffeisen-Landesbank Steiermark AG, Graz
- Raiffeisenlandesbank Burgenland regGenmbH, Eisenstadt
- Raiffeisenlandesbank Kärnten regGenmbH, Klagenfurt
- Raiffeisenverband Salzburg regGenmbH, Salzburg
- Raiffeisen-Landesbank Tirol AG, Innsbruck
- Raiffeisenlandesbank Vorarlberg regGenmbH, Bregenz

Auch im zu Italien gehörenden Südtirol besteht eine Raiffeisen Landesbank Südtirol AG, die wie ihre österreichischen Pendants als Spitzeninstitut der landesweiten Raiffeisenkassen agiert.
Trotz ihres Namens sind die RLBs keine Landesbanken im engen Wortsinn. Diese Aufgabe nimmt in Österreich der Hyposektor wahr.